# ピエール・ショデルロ・ド・ラクロ
ピエール・アンブロワズ・フランソワ・ショデルロ・ド・ラクロ（Pierre Ambroise François Choderlos de Laclos, 1741年10月18日 - 1803年9月5日）は、フランス・アミアン出身の砲兵士官で、小説『危険な関係』の作者。
Choderlos の発音についてはフランス語話者の間でも論議されることがある。ロジェ・ヴァイヤンはその著書『彼自身によるラクロ』の中でラクロの手書き原稿を載せており、ラクロが自分の名を Choderlot de Laclos と記していることを示した。またラクロと同時代の様々な文献には Chauderlos の綴りが散見される。このことから判断すると、ラクロ自身は「ショーデルロ」と発音していたと推察される。日本語では「コデルロス」という表記もある。
北フランスのアミアンで生まれた。特に由緒ある家柄の貴族ではなく、軍人を志して、1760年、18歳で砲兵学校に入り、1761年3月少尉に任官した。ストラスブール、グルノーブル、ブザンソン、ヴァランスなどの地方都市を転々とし、衛戍隊付士官としての生活を送った。1768年、28歳の時から34歳まで、約七年間グルノーブルに滞在した際、社交界でもてはやされたため、『危険な関係』の材料を収集しえた。メルトゥイユ侯爵夫人のモデルはラ・トゥール・デュ・パン・モンモールではないかとされている。
1777年7月、リコボニ夫人の小説「エルネスティーヌ」を喜歌劇に改作、コメディ・イタリエンヌ座で上演したが失敗に終わった。1779年、西フランスのラ・ロシェル沖にあるレ島に赴任、モンタランベール元帥のもとで、要塞構築の仕事に従事し、その余暇に『危険な関係』を執筆した。1783年には、女性の教育も男性のそれと同じように重要であると説いた「女子教育について」を書き、1786年には、当時築城家として名声のあったヴォーバンを非難する「ヴォーバン頌詞に関してアカデミー・フランセーズの諸氏に与える手紙」を書いたが、そのため軍当局と不和になり、88年に軍職を退くが、セギュール元帥の紹介でオルレアン公フィリップの側近となる。1787年5月、マリ＝ソランジュ・デュベレと結婚。夫婦仲は良かった。
1789年にフランス革命が勃発すると、ロンドンへ追放されたオルレアン公に随行し、90年7月オルレアン公とともにパリに帰還し、11月ジャコバン党に入り、機関誌『憲法の友』の編集に携わったが、1791年のヴァレンヌ逃亡事件以後は、王太子の即位とオルレアン公の摂政実現のため努めるが失敗、再び軍隊に復帰し、92年9月旅団長に昇進しトゥールゥーズに赴任するが、93年3月オルレアン公とともに反革命の罪で逮捕されたが、新式砲弾の実験のため一時釈放。11月に再度逮捕されてピクピュス監獄に約一年収容されたが、1794年12月、ポール・バラスの助言で釈放された。1799年ブリュメール18日のクーデターに参加してナポレオン・ボナパルトの知遇を得る。1800年には、第一執政ボナパルトに砲兵少将に任命され、イタリア遠征軍に参加した。ミラノ・スカラ座で17歳のアンリ・ベール（スタンダール）と邂逅したという伝説がある。
1803年に、ナポリ派遣軍の司令官に任命されたが、赤痢に罹り、62歳で死去した。
ラクロは南部フランスの駐屯地での貴族たちの生活をモチーフに、1782年に『危険な関係』（Les Liaisons dangereuses）を著した。他にも女子教育についてなど政治論や風刺詩をいくつか発表しているが、いずれも凡作であり、後世まで傑作として読み継がれているのは『危険な関係』のみである。当時のアンシャン・レジームと呼ばれた貴族社会の道徳的退廃と風紀の紊乱を活写した内容は、上梓当時は多くの人の顰蹙を買いつつも広く読まれた。

## 「危険な関係」以外の日本語訳
- 『女性論』（淀野隆三・谷長茂共訳、アテナ書院） 1949
- 『自然の女性について』淀野隆三訳　アテナ書院、1950(上記と同じもの）